# Bloody Mary
Pour les articles homonymes, voir Bloody Mary (homonymie).
Le Bloody Mary (littéralement « Marie la sanguinaire ») est un cocktail plus ou moins fortement pimenté et épicé selon les goûts, à base de vodka, de jus de tomate, de jus de citron et d'épices telles que piment, sauce Tabasco, sauce Worcestershire, poivre, sel au céleri.

## Historique
Selon les sources, le Bloody Mary aurait été créé en 1921 par le barman Fernand Petiot, au Harry's New York Bar, du 2e arrondissement de Paris, ou au bar de l’Hôtel Ritz de la place Vendôme, du 1er arrondissement de Paris.
Cependant, le jus de tomate tel qu'il est connu aujourd'hui n'existait pas à cette époque. Ce cocktail devient un véritable succès quelques années plus tard aux États-Unis.

## Origines présumées du nom
Le nom serait une allusion à la reine Marie Ire d'Angleterre (Marie Tudor, surnommée Bloody Mary, « Marie la sanguinaire »). Fille du roi Henri VIII d'Angleterre, réputée cruelle et sanguinaire, elle doit son surnom à sa politique de persécution des anglicans durant la restauration du catholicisme sous son règne entre 1553 et 1558.

## Composition
Mélanger avec des glaçons dans un shaker ou directement dans un verre sans pied (en anglais tumbler) :
- 4 cl de vodka
- 12 cl de jus de tomate
- 0,5 cl de jus de citron
- 0,5 cl de sauce Worcestershire

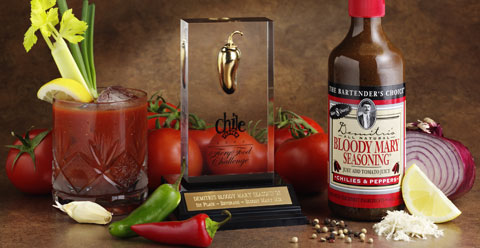
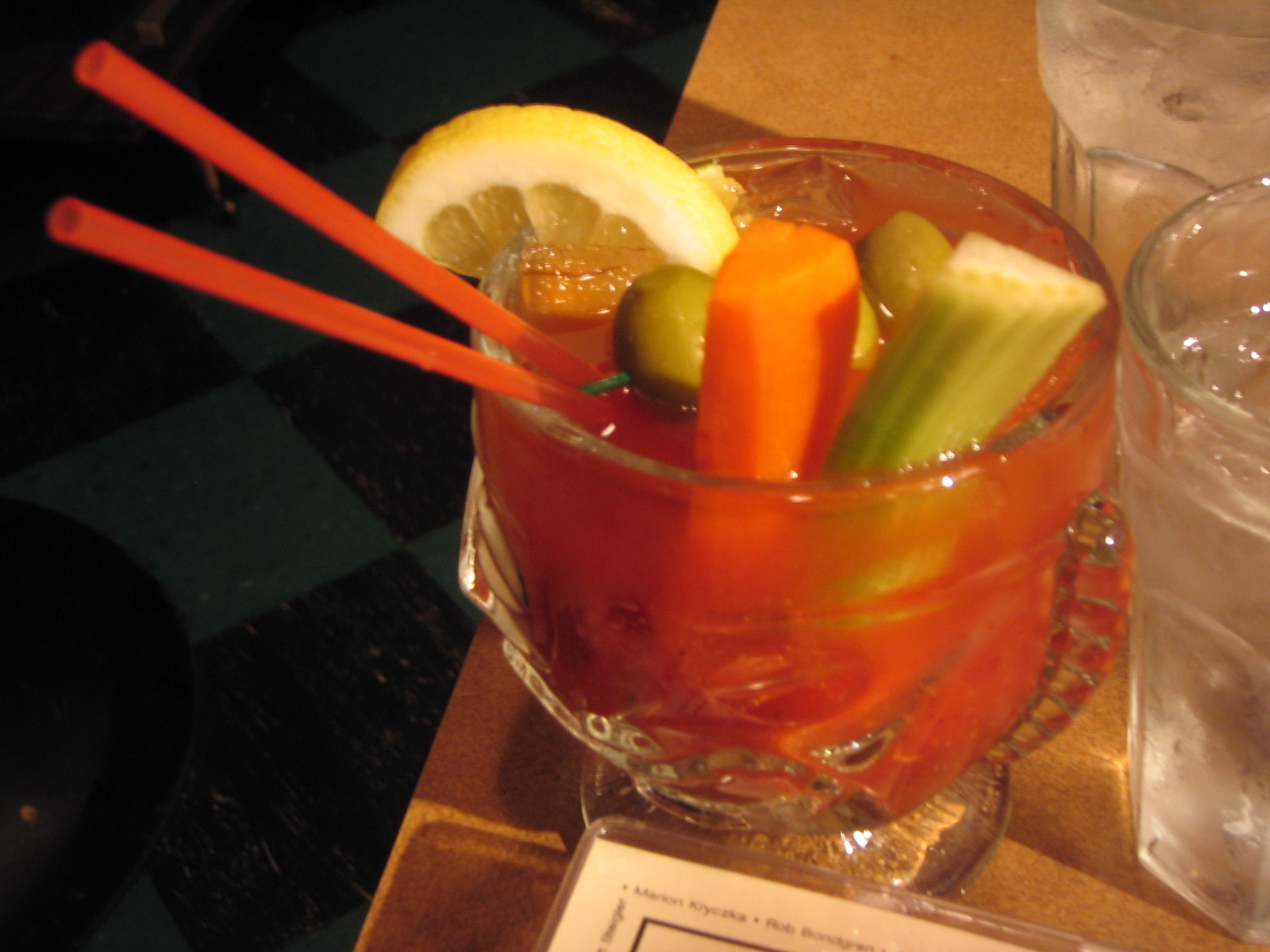
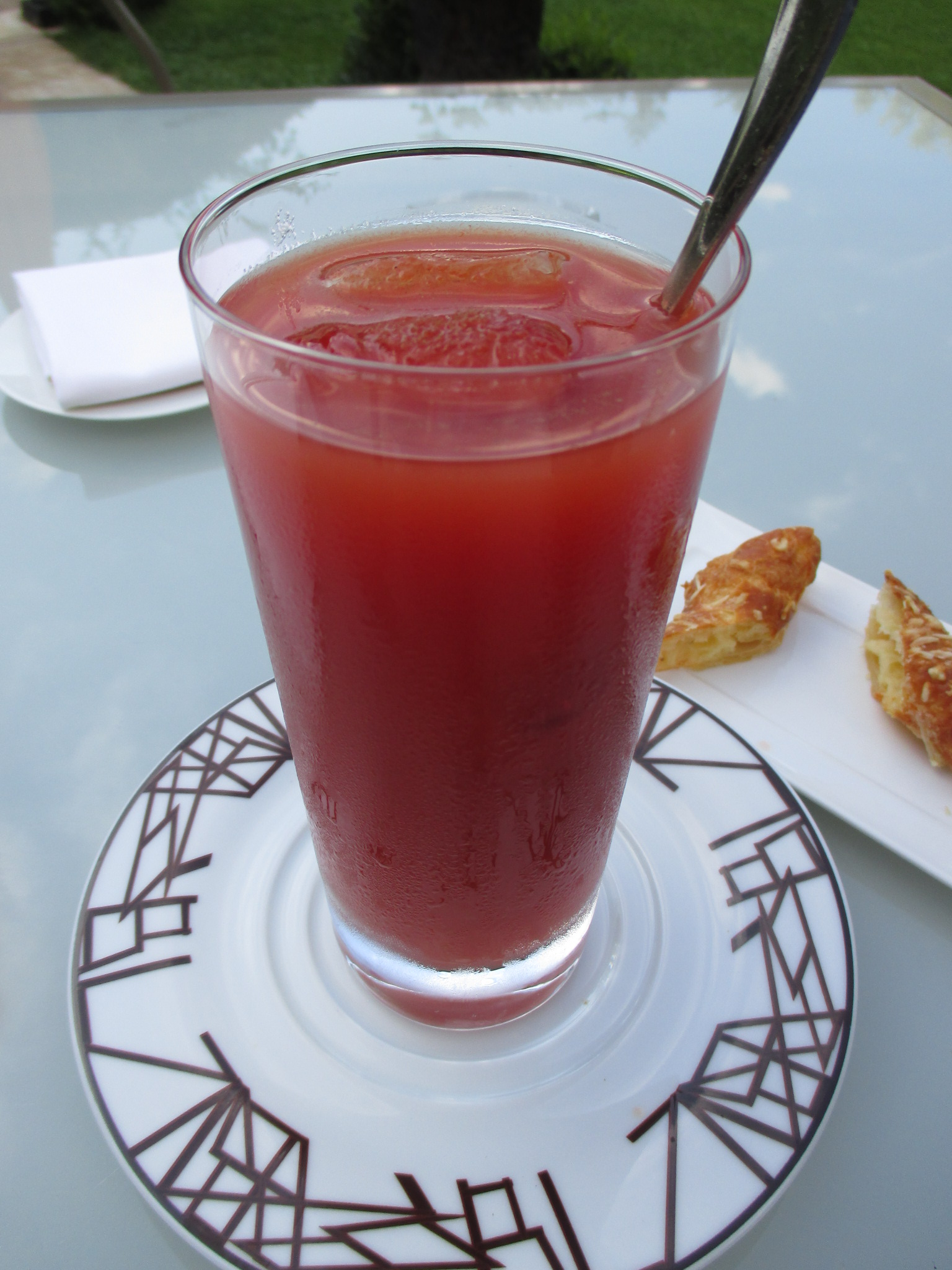
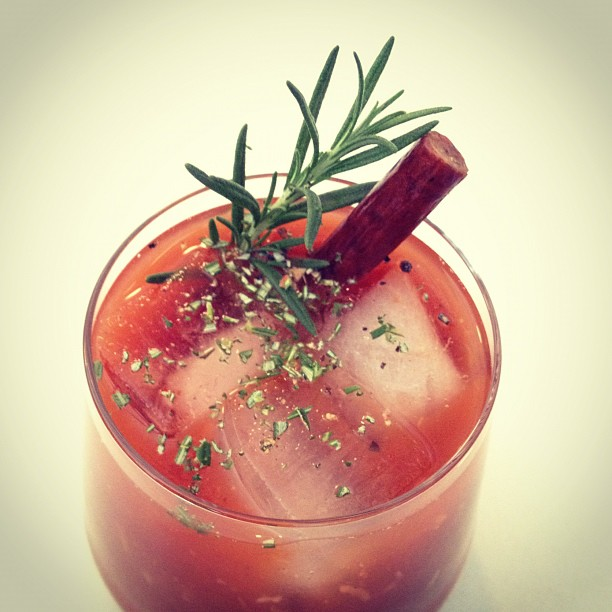

- 2 gouttes de sauce Tabasco, piment de Cayenne, pili-pili, raifort, poivre, sel
- Sel au céleri

## Variantes
- Bloody Bishop : sherry en même quantité que la vodka.
- Bloody Caesar, ou Caesar : Clamato (mélange de jus de tomate et de bouillon de palourde) à la place du jus de tomate.
- Bloody Death : whisky, tequila, vodka, rhum, gin, sirop de grenadine.
- Bloody Fairy, ou Red Fairy : absinthe à la place de la vodka.
- Bloody Geisha : saké à la place de la vodka.
- Brown Mary, ou Whisky Mary : whisky à la place de la vodka.
- Bloody Matador : tequila à la place de la vodka.
- Bloody Maureen : Guinness à la place de la vodka.
- Bloody Molly : irish whiskey à la place de la vodka.
- Bloody Pirate : rhum à la place de la vodka.
- Bloody Scotsman : scotch à la place de la vodka.
- Bloody Trash : vodka et jus de tomate en même quantité.
- Michelada clementina ou chelada : bière mexicaine à la place de la vodka.
- Red Snapper, ou Ruddy Mary : gin à la place de la vodka.
- Virgin Mary : sans alcool, jus de tomate et épices.

## Dans la culture
Ce cocktail est évoqué à la 36e minute du film Céline et Julie vont en bateau (1974). Julie prépare ce cocktail pour Céline qu'elle vient de recueillir mal en point dans son appartement. Alors que Julie s'apprête à revenir dans la même pièce que Céline avec les deux verres, celle-ci évoque le fait qu'elle aimerait bien un Bloody Mary. Perturbée par cette synchronicité, Julie laisse tomber un des deux verres. Finalement, les deux femmes partagent le verre restant.
Dans le film Mona Lisa (1986), un serveur propose un Bloody Mary au personnage principal Georges mais il refuse, préférant une tasse de thé.
Dans la série How I Met Your Mother, Barney Stinson y fait référence Après avoir mis en action un de ses plans tordus pour draguer une femme, une fois revenu auprès de ses amis en leur disant qu'elles aiment toutes le Bloody Mary.